# Maersk Trojni E razred
Maersk Trojni E razred tudi EEE-razred je razred velikih, energetsko učinkovitih kontejnerskih ladij. Zasnovane so kot naslednik Maersk E-razred, ki so bile prej največje kontejnerske ladje. 20 ladij razreda EEE bo izdelalo južnokorejsko podjetje Daewoo Shipbuilding v $US3.8 milijard vredni pogodbi.
EEE pomeni (ang. Economy of scale, Energy Efficient and Envriomenally). Ladje EEE bodo najdaljše ladje v uporabi (400 m) in najbolj ekonomične kontejnerske ladje. Ladje bodo 3 metre daljše in 4 metre bolj široke od Maersk E-razred, in bodo lahko prevažale 2.500 več kontejnerjev. Vendar bo potovalna nove ladje hitrost manjša.
Ladjo bosta poganjala dva dvotaktna dizelska motorja, vsak moči 32.000 kW (40.000KM). Skupaj torej 80.000 KM, malo manj kot en 109.000 konjski motor pri Maersk E-razred. Dva motorja in dva propelerja sta posebnost pri kontejnerskih ladjah. Taka izvedba omogoča manj balastne vode, ko je ladja manj naložena (npr. ko se vrača na Kitajsko).Pri lahkih tovorih na velikih enopropelerskih ladjah, kraki propelerja niso povsem potopljeni, zato mora naložiti balastno vodo. Balastna povzroča ekološki problem zaradi različnih organizmov v različnih delih sveta, ki se prenašajo z ladjo.

## Tehnične Specifikacije
- Kapaciteta: 18.270 TEU[1]
- Dolžina: 399 m
- Ugrez: 14,5 m
- Širina: 59 m
- Višina: 73 m
- Optimalna hitrost: 19 kn (35 km/h)
- Največja hitrost: 25 kn (46 km/h)
- Nosilnost: 165.000 ton
- Motorji: dva MAN 8S80ME-C9.2, 8-cilindrov, 800 mm premer valja, 3450 mm dolg hod valja , 29,7 MW @ 73 vrtljajih na minuto,poraba goriva 168 g/kWh, (21.200 galon na dan)[2]
- Propelerji: dva 4-kraka propelerja, premera 9,8 metrov[3]

Ladje bodo uporabili na relaciji Azija - Evropa.